# Glinde (Elbe)
Glinde is een plaats en voormalige gemeente in de Duitse deelstaat Saksen-Anhalt, en maakt deel uit van de Landkreis Salzlandkreis.
Glinde telt 278 inwoners.